# Gourbeyrella alexisi
Gourbeyrella alexisi är en skalbaggsart som beskrevs av Fortuné Chalumeau och Touroult 2004. Gourbeyrella alexisi ingår i släktet Gourbeyrella och familjen långhorningar.
Artens utbredningsområde är Guadeloupe. Inga underarter finns listade i Catalogue of Life.